# Terriglobales
Terriglobales es un orden de bacterias gramnegativas de la clase Terriglobia. Fue descrito en el año 2022.Contiene una sola familia: Acidobacteriaceae. Consiste en bacterias aerobias, acidófilas en general mesófilas y de movilidad variable. Algunos géneros poseen cápsula de polisacáridos. Se encuentran en suelos pantanosos, forestales y suelos áridos, y en aguas ligeramente ácidas. 

## Taxonomía
Actualmente contiene una sola familia y 14 géneros:
- Familia Acidobacteriaceae
  - Acidicapsa
  - Acidipila
  - Acidisarcina
  - Acidobacterium
  - Alloacidobacterium
  - Bryocella
  - Edaphobacter
  - Granulicella
  - Occallatibacter
  - Paracidobacterium
  - Silvibacterium
  - Telmatobacter
  - Terracidiphilus
  - Terriglobus